# Moth / Wolf Cub
Moth / Wolf Cub è un singolo dei musicisti britannici Four Tet e Burial, pubblicato esclusivamente in vinile il 1 maggio 2009 per l'etichetta Text Records, di proprietà di Four Tet. Il singolo è caratterizzato dalla totale assenza di una cover e da nessuna informazione o dichiarazione da parte degli artisti.
I due brani sono una perfetta fusione degli stili, differenti, dei due artisti. Vi è la presenza di samples vocali, arpeggi di sintetizzatori, ritmica in 4/4 e rumori di fondo.
L'11 febbraio 2022, dopo quasi 13 anni dall'uscita del singolo, il brano Moth viene pubblicato in edizione digitale insieme a un altro brano collaborativo dei due artisti, Nova, pubblicato invece originalmente nel 2012. 

## Tracce
1. Moth – 9:20
2. Wolf Cub – 9:00